# Urs Schaub
Urs Schaub (* 18. April 1951 in Basel) ist ein Schweizer Regisseur und Schriftsteller.

## Leben
Urs Schaub studierte zunächst Germanistik, Kunstgeschichte und Philosophie in Basel und Zürich. Er brach das Studium ab und besuchte im Anschluss die Schauspiel-Akademie Zürich. Ab 1979 arbeitete er als freier Regisseur in der Schweiz, in Deutschland und in Österreich. Von 1992 bis 1996 war er Direktor am Staatstheater Darmstadt. Es folgten Lehraufträge an der Hochschule der Künste Berlin und am Mozarteum in Salzburg. In der Saison 1999/2000 leitete er gemeinsam mit Nicola May das Schauspiel am Stadttheater Bern, und von 2003 bis 2008 war er Direktor der Kaserne Basel. Daneben wirkte er von 2006 bis 2010 beim Literaturclub des Schweizer Fernsehens mit.
Schaub hat bisher sechs Kriminalromane veröffentlicht. Deren Hauptfigur ist – in der „Tradition“ von Glausers Wachtmeister Studer und Dürrenmatts Bärlach – der Kommissar Simon Tanner aus dem Berner Seeland.
2014 publizierte er ausserdem Das Lachen meines Vaters mit Geschichten aus seiner Kindheit.

## Werke
- Tanner. Pendo Verlag, Zürich 2003, ISBN 3-85842-565-6; Limmat Verlag, Zürich 2018, ISBN 978-3-85791-854-4.
- Das Gesetz des Wassers. Pendo, München 2006, ISBN 3-86612-078-8; Limmat, Zürich 2018, ISBN 978-3-85791-855-1.
- Wintertauber Tod. Pendo, München 2008, ISBN 978-3-86612-178-2; Limmat, Zürich 2018, ISBN 978-3-85791-856-8.
- Der Salamander. Limmat, Zürich 2012, ISBN 978-3-85791-684-7.
- Das Lachen meines Vaters. Geschichten aus der Kindheit. Mit Illustrationen von Sebastian Schaub. Limmat, Zürich 2014, ISBN 978-3-85791-754-7.
- Die Schneckeninsel. Limmat, Zürich 2016, ISBN 978-3-85791-809-4.
- Die Wohlanständigen. Limmat, Zürich 2019, ISBN 978-3-85791-884-1.